# Linsey Corbin
Pour les articles homonymes, voir Corbin.
Linsey Corbin née Pickel le 16 février 1981 à  Greenbrae, est une triathlète professionnelle américaine. Multiple vainqueur de compétition Ironman et Ironman 70.3.

## Biographie

### Jeunesse
Linsey Corbin née Lindsay Pickell en Californie est la fille de Tom et Betty Pickel, elle grandit à Bend dans l’Oregon et suit une scolarité à la  Mountain View High School. Elle pratique le ski alpin, le ski de fond et l'athlétisme dans sa jeunesse. Elle participe également à des compétitions sur piste mais arrête le sport lorsqu'elle rentre au collège . Elle suit un cursus universitaire qui l'emmène à l'Université du Montana pour y étudier la nutrition et la physiologie sportive. En 2003, elle commence à pratiquer le triathlon en amateur , et remporte une compétition locale, le Missoula Grizzly Triathlon. En 2006, elle établit un record de course dans sa catégorie d'age lors du Wildflower Triathlon. Elle décide alors de devenir professionnelle.

### Carrière en triathlon
Elle participe neuf fois de suite aux championnats du monde d'Ironman à Kailua-Kona entre 2006 et 2014, avec trois arrivées dans le « Top 10 » dont la cinquième place en 2008. En 2011, elle finit en 3e position du championnat du monde Ironman 70.3 à Henderson au Nevada. Trois ans plus tard, elle réalise un nouveau record pour une Américaine sur un Ironman en 8 h 42 min 42 s, qu'elle effectue à Klagenfurt en Autriche.
En 2014 Linsey Corbin qui vit à Missoula et s'entraine avec Matt Dixon décide de modifier l'approche de sa saison sportive. Elle retourne dans sa ville natale à Bend en Oregon pour travailler avec les élites du centre de formation de la Fédération américaine de triathlon et prend comme entraineur Jesse Kropelnicki. Elle prévoit de s'engager sur le championnat africain d'Ironman à Port Elizabeth, mais elle tombe malade peu avant la course. Des tests sanguins relève des infections virales et bactériennes. Après une période de récupération, elle s'engage sur le championnat nord-américain d'Ironman 70.3, où elle prend la 10e place. Elle tente de courir le championnat continental d'Ironman, mais un muscle douloureux au niveau de la hanche l’empêche de prendre le départ. Une petite fracture de stress au niveau du fémur est diagnostiquée. Les temps des soins nécessaires à sa blessure et à sa récupération l'ont privé pour la saison 2015, de finale du championnat du monde d'Ironman à Hawaï, pour la première fois depuis 2005.

### Vie privée
Elle s'est mariée avec un ancien triathlète amateur Chris Robin, spécialiste de conception graphique et marketing numérique, passionné de pêche à la mouche, ils se sont connus à l'Université du Montana en l'an 2000. Linsey a une sœur plus âgée qu'elle.

## Palmarès
Le tableau présente les résultats les plus significatifs (podium) obtenus sur le circuit international de triathlon depuis 2007.
| Année | Compétition                       | Pays       | Position           | Temps           |
| ----- | --------------------------------- | ---------- | ------------------ | --------------- |
| 2019  | Ironman Wisconsin                 | États-Unis | Médaille d'or      | 9 h 13 min 34 s |
| 2018  | Ironman Wisconsin                 | États-Unis | Médaille d'or      | 9 h 12 min 39 s |
| 2017  | Ironman Canada                    | Canada     | Médaille d'or      | 9 h 17 min 12 s |
| 2014  | Ironman Autriche                  | Autriche   | Médaille d'or      | 8 h 42 min 42 s |
| 2014  | Ironman Los Cabos                 | Mexique    | Médaille d'or      | 9 h 16 min 43 s |
| 2013  | Ironman 70.3 Mont-Tremblant       | Canada     | Médaille d'or      | 4 h 26 min 5 s  |
| 2012  | Ironman Autriche                  | Autriche   | Médaille d'or      | 9 h 9 min 58 s  |
| 2012  | Ironman Arizona                   | États-Unis | Médaille d'or      | 9 h 1 min 41 s  |
| 2012  | Ironman 70.3 Hawaii               | États-Unis | Médaille d'or      | 4 h 26 min 9 s  |
| 2011  | Ironman Arizona                   | États-Unis | Médaille d'argent  | 8 h 54 min 33 s |
| 2011  | Ironman 70.3 Pucón                | Chili      | Médaille d'or      | 4 h 15 min 42 s |
| 2011  | Championnat du monde Ironman 70.3 | États-Unis | Médaille de bronze | 4 h 29 min 25 s |
| 2010  | Ironman Coeur d’Alene             | États-Unis | Médaille d'or      | 9 h 17 min 54 s |
| 2010  | Ironman Arizona                   | États-Unis | Médaille d'argent  | 9 h 5 min 33 s  |
| 2009  | Ironman Arizona                   | États-Unis | Médaille d'argent  | 9 h 13 min 46 s |
| 2007  | Ironman 70.3 Baja                 | Mexique    | Médaille d'or      | 4 h 32 min 35 s |